# Crosbycus
Genre
Crosbycus est un genre d'opilions dyspnois de la famille des Taracidae.

## Distribution
Les espèces de ce genre se rencontrent en Amérique du Nord et en Asie de l'Est.

## Liste des espèces
Selon World Catalogue of Opiliones (22/04/2021) :
- Crosbycus dasycnemus (Crosby, 1911)
- Crosbycus goodnighti Roewer, 1951
- Crosbycus speluncarum Roewer, 1951

## Étymologie
Ce genre est nommé en l'honneur de Cyrus Richard Crosby.

## Publication originale
- Roewer, 1914 : « Die Familien der Ischyropsalidae und Nemastomatidae der Opiliones=Palpatores. » Archiv für Naturgeschichte, sér. A, vol. 80, no 3, p. 99–169 (texte intégral).